# Gypsophila spathulifolia
Gypsophila spathulifolia là loài thực vật có hoa thuộc họ Cẩm chướng. Loài này được (Fisch. & C.A.Mey.) Fenzl mô tả khoa học đầu tiên năm 1842.